# Château Monchoisi
Das Château Monchoisi (einst auch gelegentlich als Château Mont-Choisi bezeichnet) ist ein Schloss in der Gemeinde Lignières-Ambleville im Département Charente im Süden der Region Nouvelle-Aquitaine, Frankreich.
Es befindet sich in Privatbesitz und ist nicht öffentlich zugänglich, kann jedoch für Ferienaufenthalte oder Festlichkeiten gemietet werden. Seit 2016 steht es zum Verkauf.

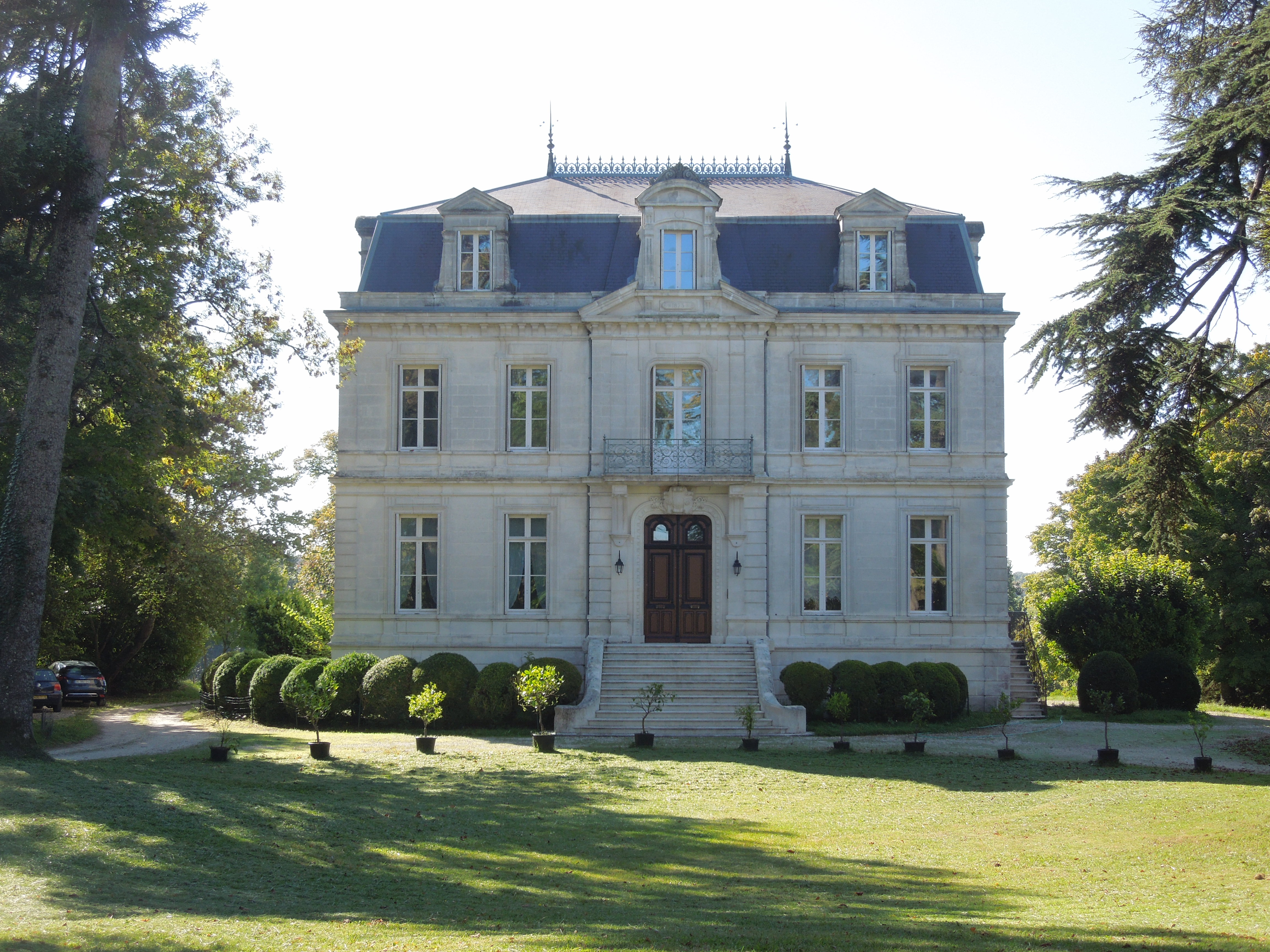
Das Château Monchoisi

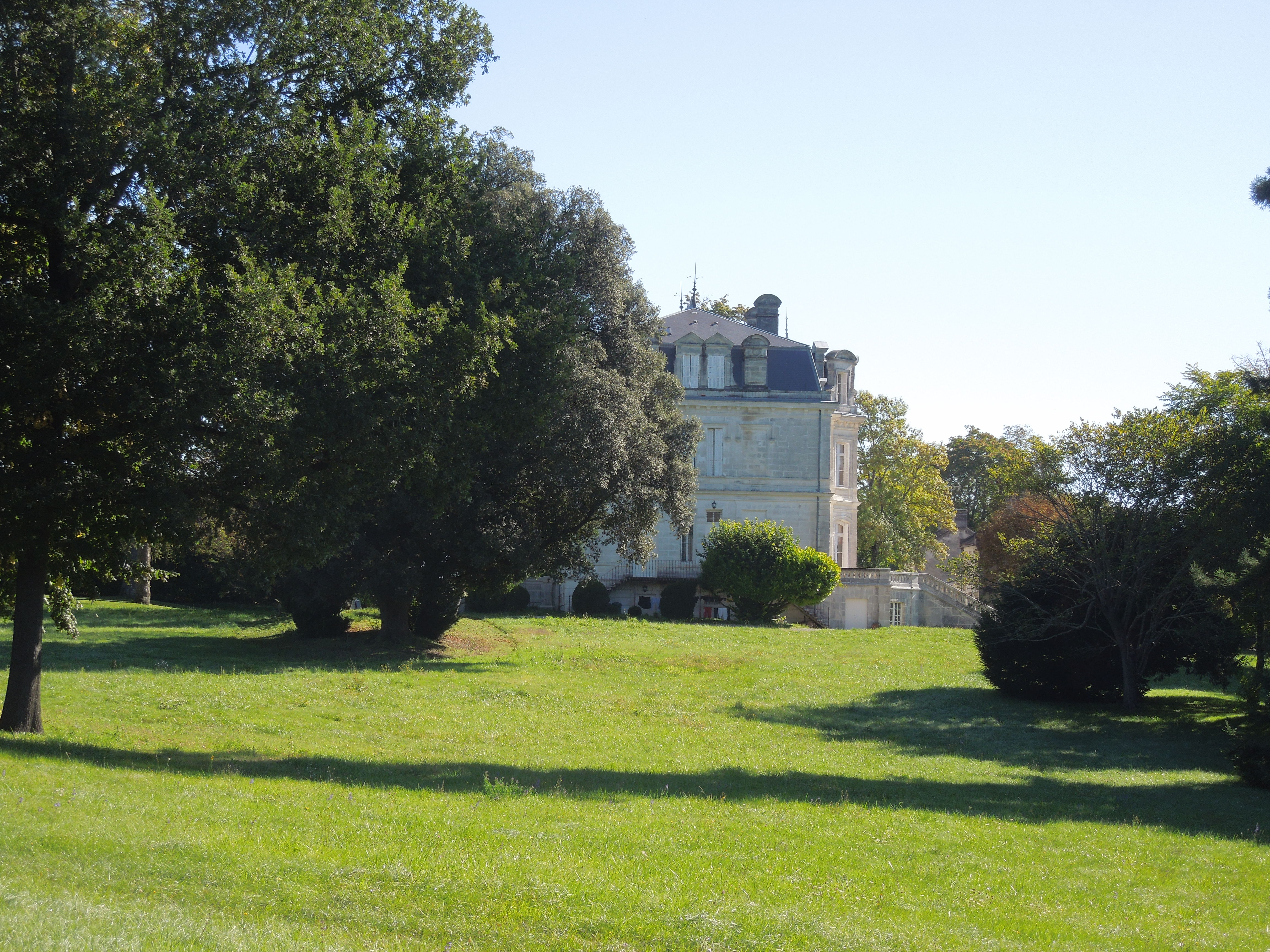
Das Château Monchoisi im Schlosspark (Blick von Westen)

## Lage
Das Schloss stammt aus der zweiten Hälfte des 19. Jahrhunderts. Es wurde erbaut für einen wohlhabenden Cognac-Produzenten und -Händler und fertiggestellt im Jahre 1873. Es steht am Westende des Ortsteils Lignières inmitten eines etwa vier Hektar großen, vollständig eingezäunten Parks unmittelbar südlich der Route départementale 699 (Jonzac–Angoulême), rund 500 Meter westlich deren Kreuzung mit der Route D1 (Segonzac–Barbezieux). Der Bach Collinaud begrenzt den Park im Süden: er hat zuvor den Wassergraben des Schlosses Le Breuil bei Bonneuil gespeist und wird nur 700 Meter weiter westlich auch den des Château de Lignières speisen.

## Architektur
Der in den Jahren 2004–2005 total renovierte rechteckige Bau, zweigeschossig auf einem an der Rückseite ebenerdigen Kellergeschoss, hat etwa 19 × 14 m Grundfläche. Die der Straße zugewandte Vorderfront ist fünfachsig mit großen Sprossenfenstern und einer zum von Pilastern flankierten zwei-flügeligen Portal mittig hinaufführenden breiten Freitreppe. Die Geschosse sind durch Gesimse voneinander getrennt. Die Pilaster des Portals sind im Obergeschoss fortgesetzt. Dort rahmen sie eine Sprossenfenstertür ein, die auf einen kleinen, von Eisengeländer eingefassten Balkon über dem Portal füuhrt, und enden dann in einem gesprengten Ziergiebel, über dem wiederum ein ornamentales Zwerchhaus im schiefergedeckten Mansardwalmdach thront. Rechts und links befindet sich jeweils ein weiteres, aber weniger prunkvolles Zwerchhaus.
Die beiden Seitenfronten sind vierachsig, mit jeweils vier Blindfenstern im Obergeschoss und vier Zwerchhäusern im Dachgeschoss, wobei die jeweils beiden äußeren ebenfalls nur Blindfenster haben. An der Ostseite sind die beiden äußeren Fenster im Erdgeschoss ebenfalls blind. An der Westseite werden zwei zum Küchentrakt und zur daneben liegenden Wäscherei führende Türen in den beiden mittleren Achsen des Erdgeschosses von Blindfenstern flankiert und eine Außentreppe führt von vorn und von hinten zu diesen Türen.
An der dem Park zugewandten Rückseite verläuft eine ganzseitige Terrasse über dem früher die Orangerie enthaltenden Kellergeschoss, zu der eine breite Freitreppe mit geschwungenem, die Balustradenumfassung der Terrasse weiterführendem Steingeländer hinaufführt. Mittig ragt ein etwa vier Meter hervortretender, beide Geschosse umfassender, fünf-achtel-Risalit auf, mit je drei Fenstern in jedem Stockwerk und im Dachgeschoss durch drei große Zwerchhausfenster gekrönt. Rechts und links befinden sich jeweils zwei große Sprossenfenster in beiden Etagen, im Dachgeschoss rechts und links jeweils ein repräsentativ gearbeitetes Zwerchhaus.

## Innenausstattung
Das Innere des Schlosses, renoviert und mit allen Erfordernissen des heutigen Lebens ausgestattet, ist weitgehend im opulenten Stil der damaligen Zeit eingerichtet. Es enthält insgesamt neun Schlafzimmer, acht davon mit eigenem Badezimmer.
Im Erdgeschoss öffnet sich das Portal in eine große, die gesamte Länge des Baues durchlaufende Empfangshalle mit Marmorsäulen und -pfeilern, von der aus man seitlich in die Bibliothek, in zwei Salons und in ein großes Speisezimmer gelangt. Eine verborgene Tür (porte cachée) führt vom Speisezimmer zur großen und modern eingerichteten Küche.
Die geschwungene Haupttreppe führt von der Empfangshalle in das Ober- und das Dachgeschoss, und eine zweite, früher für dem Personal vorbehaltene Treppe befindet sich am Ende der Eingangshalle. Die beiden Obergeschosse enthalten Schlafzimmer und deren angeschlossene Badezimmer, darunter die geräumige herrschaftliche Suite auf der Südseite des Obergeschosses.

## Nebengebäude
Zum Anwesen gehören zwei Gästehäuser mit jeweils zwei Schlafzimmern sowie ein Pferdestall mit vier großen Boxen.
Die einst zum Schloss gehörige Weingut wird heute getrennt betrieben.